# David Benyamine
David „DB“ Benyamine (* 5. Juli 1972 in Paris) ist ein professioneller französischer Pokerspieler. Er gewann 2008 ein Bracelet bei der World Series of Poker und ist zweifacher Titelträger der World Poker Tour.

## Persönliches
Benyamine spielte Tennis, bis Rückenprobleme ihn zur Aufgabe des Sports zwangen. Anschließend wurde er ein professioneller Billardspieler.

## Pokerkarriere
Im Alter von zwölf Jahren erlernte Benyamine das Pokerspiel. Er spielt regelmäßig in den höchsten Cash Games der Welt. Zu den Hochzeiten von Full Tilt Poker spielte er dort auch online. Er war dort im Zuge der Promotion der Seite Full-Tilt-Profi. Dort zählt er zu einem der größten Gewinner und konnte hohe Gewinne erzielen. Er spielte unter dem Benutzernamen MR B 2 U SON.
Die Variante Pot Limit Omaha wird in der Szene als sein mit Abstand stärkstes Spiel angesehen. Er spielt auch in Limit-Varianten wie Omaha Hi-Lo und H.O.R.S.E. sowie in No Limit Hold’em. Diese Verhaltensweisen werden ihm von Beobachtern immer wieder als Gewohnheiten eines Spielsüchtigen ausgelegt, worauf auch sein in Internet-Foren gebräuchlicher Spitzname Degenyamine zurückzuführen ist.
Als besondere Stärke Benyamines wird seine enorme Ausdauer in seinen Poker-Sessions angesehen, wodurch er es schafft, in Bestform das Maximum zu gewinnen. Sessions von bis zu mehr als 24 Stunden sind dabei keine Seltenheit. Der Franzose spielt auch regelmäßig in Pokerrunden wie dem Big Game im Hotel Bellagio am Las Vegas Strip und in der TV-Serie High Stakes Poker. Er schaffte es fünfmal an den Finaltisch beim Main Event der World Poker Tour:
- Grand Prix de Paris 2003 – Erster Platz (357.200 €)
- L.A. Poker Classic 2004 – Sechster Platz (132.355 $)
- Bellagio Cup IV 2008 – Zweiter Platz (840.295 $)
- WPT Championship 2010 – Vierter Platz (329.228 $)
- WPT Tournament of Champions 2018 – Vierter Platz (123.045 $)

Außerdem ist er der Gewinner des WPT Battle of Champions II Invitational, bei dem er am Finaltisch Hoyt Corkins, Mel Judah, Antonio Esfandiari und Phil Laak besiegte. Im Mai 2008 gewann Benyamine eine Show bei Poker After Dark. 2008 gelang ihm der Durchbruch bei der World Series of Poker (WSOP) im Rio All-Suite Hotel and Casino am Las Vegas Strip. Er erreichte drei Finaltische und gewann bei der Weltmeisterschaft in Omaha Hi-Lo ein Bracelet. Insgesamt gewann er bei der WSOP 2008 knapp eine Million US-Dollar. Im Februar 2010 gewann der Franzose die vierte Saison der PartyPoker.com Premier League mit einer Siegprämie von 400.000 US-Dollar. Bei der Aussie Millions Poker Championship in Melbourne beendete er die A$250.000 Challenge Ende Januar 2011 auf dem mit 1,1 Millionen Australischen Dollar dotierten dritten Rang. Bei der WSOP 2013 wurde Benyamine bei der 50.000 US-Dollar teuren Poker Player’s Championship Vierter und erhielt rund 500.000 US-Dollar.
Insgesamt hat sich Benyamine mit Poker bei Live-Turnieren mehr als 8 Millionen US-Dollar erspielt.